# Gregor Kardasch
Gregor Kardasch, někdy též Georg Kardasch (??? – 20. října 1877 Český Krumlov), byl rakouský politik německé národnosti z Čech, v 2. polovině 19. století poslanec Říšské rady.

## Biografie
Byl synem úředníka na schwarzenberských statcích. Vystudoval gymnázium a práva na Karlo-Ferdinandově univerzitě. Poté působil v justici. Byl okresním soudcem v Haliči. Později se vrátil do Čech a působil jako notář v Českém Krumlově.
V zemských volbách v lednu 1867 byl zvolen na Český zemský sněm za kurii městskou, obvod Krumlov, Kaplice, Nové Hrady, Vyšší Brod. Mandát za týž obvod obhájil i v krátce poté konaných zemských volbách v březnu 1867. Do sněmu se vrátil ještě v zemských volbách roku 1872 za kurii venkovských obcí, obvod Český Krumlov, Chvalšiny, Planá. Zastupoval liberální provídeňskou a centralistickou Ústavní stranu.
Zemský sněm ho roku 1867 zvolil i do Říšské rady. Zemský sněm ho do Říšské rady delegoval i roku 1872. Složil slib 14. května 1872. Do Říšské rady se dostal i v prvních přímých volbách roku 1873, nyní za městskou kurii, obvod Krumlov, Kaplice atd. Rezignaci na mandát oznámil na schůzi 19. října 1875, ale po znovuzvolení 23. listopadu 1875 opětovně složil slib. Další rezignace oznámena dopisem 22. dubna 1877.
Zemřel v říjnu 1877 po dlouhé a bolestivé nemoci.